# クラッシュローラー
『クラッシュローラー』（CRUSH ROLLER）は、1981年にアルファ電子（後のADK）が開発したアーケードゲーム。
1999年にネオジオポケットカラーでリメイク版が発売された。これは後にPCでNEOGEO POCKET COLOR SELECTION Vol. 1 Steam Editionに収録された。

## 内容
『パックマン』に類を見るドットイートタイプのゲームである。プレイヤーは刷毛のようなキャラクターで、4方向レバーで敵を避けながら画面上の迷路を全て塗りつぶすことでステージクリアとなる。
ステージの途中で、ネズミや小鳥などのキャラクタが現れて迷路上に足跡を付けたりするので、これらもきれいに塗りつぶさなければクリアとならない。また、キャラクタの中には、姿を現さず足跡だけ残す透明人間もいる。
なお、タイトルは「CRUSH ROLLER」とあるが、インストラクションカードには「クラッシュローラ」と書かれている。 
続編の扱いで、ボタン操作によるワープ機能が付いた『コロスケローラー』が登場した。プレイヤーがイカの形をしている。
- 迷路には左右のワープ通路が2ヶ所、上下のワープ通路が１ヵ所ある。
- 迷路状に2ヶ所あるローラーを使って敵を潰すことができる。最初は50点だが最大9,000点まで上昇するため、高得点を得るには欠かせないテクニックである。

## 電子ゲーム
- ペイントローラー（学研） -- 1982年9月20日発売。レバーが画面を挟むように2本配置されており、通常の1人用プレイ以外に、ハケ側と、モンスター側に分かれて対戦ができた。レバーは倒しっ放しにするよりも、倒したレバーを一度戻してから再び倒して「コンコン」とたたくように操作した方が速く移動できるという特徴があった。

## 評価
プログラマーのおにたまは、『パックマン』の比較として本作を取り上げており、たった2体の敵が的確にプレイヤーを追い詰めるため、きわめて難易度が高かったと評している